# Iris Wenderholm

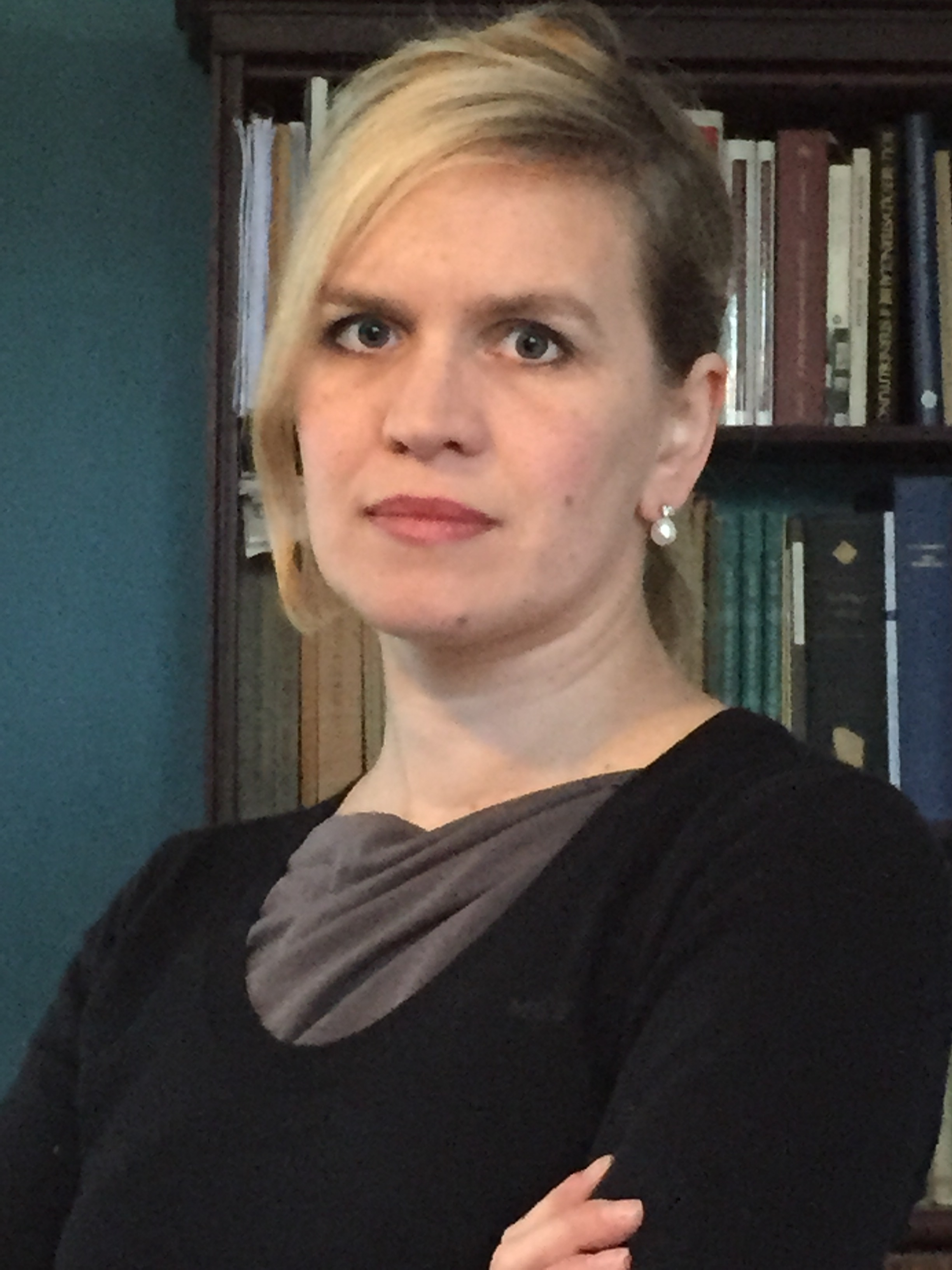
Iris Wenderholm (2015)

Iris Wenderholm (* 1977) ist eine deutsche Kunsthistorikerin. Sie ist seit 2015 Professorin für Europäische Kunstgeschichte der Frühen Neuzeit an der Universität Hamburg.

## Leben
Nach einem Studium der Kunstgeschichte, Französischen Philologie und Volkswirtschaftslehre an den Universitäten Hamburg und Neuenburg NE sowie der freien Universität Berlin folgte von 2002 bis 2004 eine Tätigkeit als Assistentin des Vorstands bei der Kulturstiftung der Länder in Berlin; dort erfolgte 2004 ihre Promotion über Bild und Berührung Skulptur und Malerei auf dem Altar der italienischen Frührenaissance. Ab 2009 war sie als Juniorprofessorin am Kunstgeschichtlichen Seminar der Universität Hamburg tätig, 2014 hatte sie dort eine befristete Professur für Europäische Kunstgeschichte der Frühen Neuzeit, ab Mai 2015 als ordentliche Professorin. Einen Ruf an die Heinrich-Heine-Universität Düsseldorf auf eine W3-Professur für Kunstgeschichte im Juli 2015 lehnte sie ab.
Wenderholm ist verheiratet mit dem Kunsthistoriker Michael Thimann.

## Werke (Auswahl)
- Bild und Berührung Skulptur und Malerei auf dem Altar der italienischen Frührenaissance. Deutscher Kunstverlag, München 2006, ISBN 3-422-06607-1.[5][6]
- Mit Antje-Fee Köllermann: Das Bode-Museum. 100 Meisterwerke. Museum für Byzantinische Kunst, Skulpturensammlung, Münzkabinett. 2., verb. Auflage. Staatliche Museen zu Berlin, Berlin 2006, ISBN 3-88609-546-0.

### Publikationen zu Forschungsprojekten (Auswahl)
- The Gaze, Touch, Motion: Aspects of Hapticity in Italian Early Modern Art. In: Markus Rath, Jörg Trempler, Iris Wenderholm (Hrsg.): Das haptische Bild. Körperhafte Bilderfahrung in der Neuzeit. Akademie Verlag, Berlin 2013.
- Himmel und Goldgrund. Konkurrierende Systeme in der Malerei um 1500. In: Yannis Hadjinicolaou, Joris van Gastel, Markus Rath (Hrsg.): Paragone als Mitstreit. Berlin 2013.
- Aura, Licht und schöner Schein. Wertungen und Umwertungen des Goldgrunds. Ausstellungskatalog Geschichten auf Gold. Bilderzählungen der frühen italienischen Malerei (Berlin, Gemäldegalerie 4. November 2005 bis 27. Februar 2006), Köln/Berlin 2005